# Kopilki
Kopilki (en rus: Копылки) és un poble de l'óblast de Vladímir, a Rússia, que en el cens del 2010 tenia 79 habitants. Pertany al districte de Koltxúguino.